# Thomas van Cori
De heilige Thomas van Cori (Cori, 3 juni 1655 - Civatella, 11 januari 1729) was een Italiaans geestelijke.
Hij werd geboren in het kleine dorpje Cori en verloor op jonge leeftijd eerst zijn moeder en dan zijn vader toen hij veertien jaar oud was. Als schaapsherder had hij de tijd om na te denken en verwierf innerlijke wijsheid. Nadat zijn twee zusters waar hij na het overlijden van zijn ouders verantwoordelijk voor was geweest was getrouwd en hij niet meer voor haar hoefde te zorgen besloot hij zijn geestelijke roeping te volgen en sloot zich aan bij de franciscanen in het minderbroederklooster in zijn eigen dorp. Na enkele jaren ging hij naar Orvieto om zijn novitiaatsjaar te beginnen en werd benoemd tot priester in 1683. Hij werd een begaafd prediker en werd in 1785 zalig verklaard door paus Pius VI en door paus Johannes Paulus II in 1999 heilig verklaard. Zijn feestdag is op 19 januari.